# Pegomya saximontana
Pegomya saximontana este o specie de muște din genul Pegomya, familia Anthomyiidae, descrisă de Griffiths în anul 1983.
Este endemică în Alberta. Conform Catalogue of Life specia Pegomya saximontana nu are subspecii cunoscute.